# Lesley Manville
Lesley Manville  (født 12. marts 1956) er en kvindelig britisk skuespiller kendt fra TV, film og teater. 

## Opvækst
Manville er født i Brighton og voksede op i Hove, East Sussex som en af tre døtre af en taxachauffør. Fra hun var otte år, blev hun undervist som sopransanger, og inden hun var 18, var hun to gange blevet kåret som den bedste i Sussex Ligeledes begyndte hun allerede at optræde som teenager og var med i Tv-serien King Cinder. Som følge heraf kom hun som 15-årig ind i Italia Conti-skolen.

## Karriere
Efter at have afslået en invitation fra Arlene Phillips til at træde ind som danser i hendes trup Hot Gossip gik hun til undervisning i improvisation hos Italia Conti-læreren Julia Carey.
Hendes første opgave var i West End-teateret i musicalen I and Albert, iscenesat af John Schlesinger, efterfulgt af fjernsynsoptræden i Westward Televisions version af BBC's Blue Peter. Hun betalte for sin første lejlighed ved at spille med i Emmerdale Farm, som omfattede 80 episoder.
Men Manville opbyggede en karriere som speciel teaterskuespiller og optrådte i nye forestillinger på Royal Shakespeare Companys Warehouse og Royal Court Theatre. Hun spillede Sister Croy i The Sons of Light, Ali i Savage Amusement, Isabel i Trust Us og titelrollen som Lucy i Lucy af Lucy Page.
I 1979 mødte hun Mike Leigh, der søgte efter RSC-skuespillere, som kunne improvisere. Hun havde hovedrollen i BBC-atykket Grown-Ups i 1980 og indspillede derefter filmene High Hopes, Secrets Lies, Topsy-Turvy, All or Nothing og Another Year. Andre af hendes filmroller var i Dance with a Stranger, Sammy and Rosie Get Laid, High Season og The Great Ecstasy of Robert Carmichael foruden A Christmas Carol og Womb. 
Manville forblev dog aktiv på fjernsyn med optrædener i The Gentle Touch, Coronation Street, Bulman, Soldier Soldier, Ain't Misbehavins, Tears Before Bedtime, Kavanagh QC, Holding On, Silent Witness, Real Women, The Cazalets og Cranford.

### Priser
For sin rolle som Nadine i serien Other People's Children blev Manville nomineret til prisen "bedste kvindelige skuespiller i 2001" ved uddelingen af Royal Television Society-prisen.
For sin rolle i All or Nothing vandt hun London Critics Circles pris som "bedste kvindelige skuespiller i 2002.
For sin rolle i Another Year er hun blevet nomineret til British Independent Film Award som "bedste kvindelige birolle" og European Film Awards som "bedste kvindelige skuespiller" og også Chicago Filmkritikeres pris som "bedste kvindelige skuespiller" samt London Critics Circles pris som "årets britiske kvindelige skuespillerinde".. Hun fik også National Board of Review Award som "bedste skuespillerinde" samt San Diego Filmkritikerselskabs pris "bedste kvindelige birolle".. Den 18. januar 2011 blev hun nomineret af BAFTA i kategorien "bedste kvindelige birolle".

## Personlige forhold
Hun mødte sin første ægtemand, Gary Oldman, mens hun optrådte på Royal Court Theatre. Han forlod hende i 1989, tre måneder efter at deres søn, Alfie, blev født. Efter opløsningen af hendes andet ægteskab med Joe Dixon lever Manville efter eget valg som enlig. Manville bor sammen med sin søn i East Grinstead, West Sussex. og beskæftiger sig med sin have, dyrker yoga og samler på antikviteter.

## Film og tv
| Rolle                 |                                        | År Joan Ordinary Love 2019 |
| --------------------- | -------------------------------------- | -------------------------- |
| Cyril Woodcock        | Phantom Thread                         | 2017                       |
| Mary                  | Another Year                           | 2010                       |
| Jill                  | Sparkle                                | 2007                       |
| Mother                | Richard Is My Boyfriend                | 2007                       |
| Sarah Carmichael      | The Great Ecstasy of Robert Carmichael | 2005                       |
| Mrs. Wells            | Vera Drake                             | 2004                       |
| Penny                 | All or Nothing                         | 2002                       |
| Lucy Gilbert          | Topsy-Turvy                            | 1999                       |
| Social Worker         | Secrets & Lies                         | 1996                       |
| Laetitia Boothe-Brain | High Hopes                             | 1988                       |
| Carol                 | High Season                            | 1987                       |
| Margy                 | Sammy and Rosie Get Laid               | 1987                       |
| Maryanne              | Dance with a Stranger                  | 1985                       |

{| border="1" style="border-collapse: collapse;"
|- bgcolor="#cccccc"
!Rolle!!Tv-udsendelse eller -serie!!År
|-
|Margaret Thatcher || The Queen || 2009
|-
|Phyllis Gladstone||Law & Order: UK ||2009
|-
|Mrs. Rose||Cranford ||2007
|-
|Sister Antonia|| Perfect Parents || 2006
|-
|Mrs. Lorrimer|| Poirot: Cards On The Table || 2005
|-
|Maria Hale || North & South || 2004
|-
|Professor Diane Marquis || Rose and Maloney Episode 1.2 || 2004
|-
|Capt. Annie Sullivan || Promoted to Glory || 2003
|-
|Dora Bruce|| Plain Jane || 2002
|-
|Mandy Greenfield || Bodily Harm || 2002
|-
| Villy Cazalet ||The Cazalets || 2001
|-
|Mrs. Micawber || David Copperfield || 2000
|-
|Yvonne|| Black Cab, episode: Lost & Found || 2000
|-
|Nadine|| Other People's Children || 2000
|-
|Fiona|| Milk || 1999
|-
|Karen Turner || Real Women II || 1999
|-
|Mrs. Allen|| Toy Boys || 1999
|-
|Suzy Franklin || Silent Witness – Fallen Idol || 1998
|-
|Karen Turner || Real Women || 1998
|-
|Susie Peel || Painted Lady || 1997
|-
|Hilary || Holding On || 1997
|-
|Lucy Cartwright || Kavanagh QC – True Commitment|| 1996
|-
|Ellie Shannon || The Bite || 1996
|-
|Beattie Freeman || Tears Before Bedtime || 1995
|-
| Melissa Quigley || Aint’t Misbehavin || 1994
|-
|Judith Silver || Little Napoleons || 1994
|-
|Bessie Parkes || A Skirt Through History || 1994
|-
|Rosalind Killin || Goggle-Eyes || 1993
|-
|Margot || The Mushroom Picker || 1993
|-
| ? || When The Lies Run Out || 1993
|-
|Fortune || Soldier Soldier || 1997
|-
|? || Bad Girl || 1992
|-
|Sue|| The Firm (film 1988) || 1988
|-
|Karen Tait || Bullman The Name of the Game || 1985
|-
|Vivienne || Play for Today – Dog Ends || 1984
|-
|Liz|| Objects of Affection – Our Winnie || 1982
|-
|Jill Mason || Coronation Street || 1982
|-
|Mandy || BBC2 Playhouse – Grown-Ups || 1980
|-
|Shirley Davies || The Gentle Touch – Hammer || 1980
|-
|Francoise || Wings – Dawn Attack || 1978
|-
|Nikki || King Cinder || 1977
|- 
|Julie || Leap in the Dark – The Fetch || 1977
|-
|Helen Wyatt || A Bunch of Fives || 1977
|-
|Janice || The Emigrants || 1976
|-
|Christine West || Barlow at Large – Protection || 1975
|-
|Rosemary Kendall || Emmerdale Farm || 1974-6
|-
|Janet || Pop Goes The Weasel || 1974
|-
|}

## Teater
| Rolle           | Skuespil                                 | Teater                        | År     |
| --------------- | ---------------------------------------- | ----------------------------- | ------ |
| Ouisa Kittredge | Six Degrees of Separation                | The Old Vic                   | 2010   |
| Celia Cain      | Her Naked Skin                           | National Theatre              | 2008   |
| Manuela         | All About My Mother                      | The Old Vic                   | 2007   |
| Dol Common      | The Alchemist                            | National Theatre              | 2006   |
| ?               | Pillars of the Community                 | National Theatre (Lyttelton)  | 2006   |
| Mrs. Coulter    | His Dark Materials                       | National Theatre              | 2005   |
| ?               | Some Girls                               | ?                             | 2005   |
| Miss Julie      | Miss Julie                               | Greenwich Theatre             | 1990   |
| Natasha         | Three Sisters (Adrian Noble)             | Royal Court                   | 1990   |
| Varya           | The Cherry Orchard (Sam Mendes)          | Aldwych                       | 1989   |
| Sandra          | American Bagpipes (Lindsay Posner)       | Royal Court                   | 1989   |
| Scilla          | Serious Money (Max Stafford-Clark)       | Royal Court                   | 1989   |
| Cécile          | Les Liaisons Dangereuses (Howard Davies) | Pit                           | 1986   |
| ?               | High Season (Clare Peploe)               | ?                             | 1987   |
| Phebe           | As You Like It (Adrian Noble)            | RST                           | 1985-6 |
| Dolores         | The Dead Monkey (Roger Mitchell)         | Royal Shakespeare Company     | 1985   |
| Polya           | Gorky’s Philistines                      | TOP                           | 1985   |
| Liz             | Bond’s Saved (Danny Boyle)               | Royal Court                   | 1984   |
| Pat             | The Pope’s Wedding (Max Stafford-Clark)  | Royal Court                   | 1984   |
| ?               | Falkland Sound                           | Royal Court                   | 1983   |
| Marlene         | Top Girls (Caryl Churchill)              | Royal Court                   | 1982   |
| Sue             | Rita, Sue and Bob Too (Andrea Dunbar)    | Royal Court                   | 1981   |
| ?               | Borderline (Max Stafford-Clark)          | Royal Court                   | 1981   |
| ?               | Chorus Girls (Adrian Shergold)           | Theatre Royal, Stratford East | 1981   |
| Jen             | Fear Of The Dark (Walter Donohue)        | Royal Shakespeare Company     | 1980   |
| Sister Croy     | The Sons Of Light (Ron Daniels)          | RSC - Warehouse               | 1978   |
| Ali             | Savage Amusement (John Caird)            | RSC - Warehouse               | 1978   |
| Isabel          | Trust Us (Walter Donohue)                | RSC - Warehouse               | 1978   |
| Lucy            | Lucy (Mark Dornford-May)                 | RSC - Warehouse               | 1978   |
| Second Student  | Who Needs Enemies? (Walter Donohue)      | RSC - Warehouse               | 1978   |